# Lerista apoda
Lerista apoda är en ödleart som beskrevs av  Storr 1976. Lerista apoda ingår i släktet Lerista och familjen skinkar. Inga underarter finns listade i Catalogue of Life.